# Helena Rolandowa
Helena Maria Rolandowa (właściwie Helena Maria Konopka z Szymborskich, ur. 29 grudnia 1872 w Lublinie, zm. 20 września 1952 w Skolimowie) – polska aktorka, córka aktora Jana Szymborskiego i aktorki Anieli Szymborskiej, siostra aktora Jerzego Jerzyńskiego, żona aktora Teodora Rolanda, matka aktorów Witolda Rolanda i Jerzego Rolanda.
Debiutowała w 1887 pod panieńskim nazwiskiem w zespole ojca w Płocku. W 1895 wyszła za mąż za Teodora Rolanda i odtąd występowała pod jego nazwiskiem. W 1893 zadebiutowała w Warszawskich Teatrach Rządowych w roli Klarci (Koniec Sodomy) i Maryni (Klub kawalerów) gdzie pozostała do 1915, kiedy to przeszła na emeryturę. Po odzyskaniu niepodległości występowała w Warszawie w teatrach miejskich i w Reducie, a także zagrała w filmie.
Warunki zewnętrzne predytynowały ją do ról naiwnych, podlotków, paziów, urwisów (S. Dąbrowski). (...) A
Adam Grzymała-Siedlecki pisał iż była to(...) jedna z najbardziej ujmujących artystek znających swoje w teatrze miejsce. Żyło w niej dużo bezpośredniej szczerości i niepodrabianej czystości uczuć, gdy odtwarzała role dziewcząt.(za str. 598).
Spoczywa na Cmentarzu Powązkowskim w Warszawie (kwatera L-1-22).

## Filmografia
- 1938 – Za winy niepopełnione jako (matka Leszczyca),
- 1912 – Krwawa dola